# Peter Düttmann
Peter « Bonifazius » Düttmann, né le 23 mai 1923 à Giessen et mort le 9 janvier 2001 à Echterdingen, est un pilote de chasse allemand.
Il est crédité de 152 victoires pendant la Seconde Guerre mondiale, toutes sur le Front de l'Est.
Il est titulaire de la croix de chevalier de la croix de fer.